# Equestria
El Reino de Equestria (del inglés: Kingdom of Equestria), o simplemente Equestria, es una nación constituyente ficticia, y el lugar principal donde se desarrolla el universo de My Little Pony: Friendship is Magic. Equestria es habitada por ponis mágicos y otras criaturas parlantes, como grifos y dragones. Equestria es referida como un reino en el primer episodio de la serie y en otros medios, aunque dentro de él se encuentran otros "reinos", como el Imperio de Cristal; la serie se desarrolla en varios puntos, y su soberanía en Equestria no es dejado en claro. Equestria es gobernada por la Princesa Celestia y la Princesa Luna, quienes residen en un palacio en Canterlot.

## Etimología
La palabra inglesa más similar al topónimo Equestria es la inglesa equestrian, con el significado de «perteneciente o relativo al montaje de caballos», que proviene del latín equester, «relativo a un jinete», que a su vez deriva de equus, «caballo», de la cual deriva también equine. Etimológicamente, Equestria podría ser traducido como «tierra de los jinetes» en vez de «tierra de caballos».

## Producción
Lauren Faust escribió en un comentario en su página de DeviantArt que el Bosque Everfree está al sur de Ponyville, Sweet Apple Acres está al suroeste, y el hogar de Fluttershy está localizado al norte de la granja, presumiblemente entre Ponyville y el bosque. Canterlot está al noreste de Ponyville. Sin embargo, en entrevistas posteriores, tanto Faust como Jayson Thiessen mencionaron que la geografía y la continuidad de la serie están pobremente definidas, y pueden cambiar si es necesario, y un artista declaró en 2011 que el equipo de producción no posee un mapa oficial de Equestria a su disposición.

## Historia

### Fundación
La historia de la fundación de Equestria es contada en parte en el episodio 11 de la segunda temporada: La Noche de los Corazones Cálidos. La explicación más importante proviene de una obra acerca de la fundación de Equestria, narrada por Spike. Él explica:

Cada una de las tres tribus: los Pegasos, los unicornios, y los ponis terrestres, no les importaba los asunto de las demás tribus, sino solo los suyos. Es aquellos tiempos difíciles, como ahora, los Pegasos eran los guardianes del tiempo, pero ellos demandaban algo a cambio: comida que solo podía ser cultivada por los ponies terrestres. Los unicornios demandaban lo mismo, a cambio de traer mágicamente el día y la noche. Y así, la desconfianza entre las tribus creció, hasta que en un día fatídico, todo explotó. ¿Y qué llevó a las tribus a pelear? Fue una ventisca misteriosa que se apoderó de la tierra y derrumbó la paz precaria que existía entre las tribus.
Spike

La tormenta de nieve condujo a la hambruna, en la cual las tres líderes finalmente acordaron reunirse en una cumbre y decidir qué hacer con la nieve, pero ellas solo empezaron a discutir y culparse unas a otras. Las líderes de cada tribu decidieron viajar a una nueva tierra. Todos llegaron al mismo lugar, y pronto comenzaron a pelear por él, y la tormenta de nieve los siguió rápidamente.

Y así el paraíso que los ponies habían encontrado se perdió pronto, sepultado bajo una gruesa capa de nieve y resentimientos.
Spike

Eventualmente, las asistentes de las líderes descubren que los windigos están causando la tormenta alimentándose del odio existente entre ellas. La amistad de las asistentes crea el mágico Fuego de la Amistad que ahuyenta a los windigos y a la tormenta de nieve. Las tres líderes deciden unir fuerzas y fundar una nueva nación compartida por las tres tribus, y la nombraron Equestria.

### Reinado de Discord
La serie comienza con un prólogo donde se menciona a las princesas que gobiernan Equestria, elevan el sol y la luna y mantienen la armonía. Solo en The Return of Harmony se menciona el período anterior al reinado de las princesas. La Princesa Celestia le dice a Twilight y a sus amigas que antes de que ella y la Princesa Luna derrotaran a Discord, él gobernó Equestria, manteniéndolo en un estado de infelicidad y malestar. Celestia siguió describiéndolo, viendo cuán miserable era la vida para los ponis terrestres, los pegasos y los unicornios, ella Luna descubrieron los Elementos de la Armonía y los usaron en contra de Discord, volviéndolo piedra. El hechizo de Discord se rompió después porque, como Celestia explicó, "Luna y ella misma no están conectadas más a los elementos", así que Twilight y sus amigas usaron los Elementos de la Armonía para confinar a Discord en piedra de nuevo.

## Geografía
En Equestria figuran varios lugares, como Ponyville, Canterlot, el Imperio de Cristal, y otros lugares. Las ubicaciones exactas en Equestria no están claramente definidas. Las principales ubicaciones son:
PonyvilleUn pueblo, el lugar principal donde se desarrolla la serie y viven los demás personajes.
CanterlotCiudad capital de Equestria.
CloudsdaleUna ciudad ubicada en el cielo para pegasos, ciudad natal de Rainbow Dash y Fluttershy.
Imperio de CristalUn reino constituyente de Equestria, gobernado por la Princesa Cadance y siendo su Primer Ministro, Shining Armor.
Bosque EverfreeUn bosque a las afueras de Ponyville que tiene gran impacto durante el transcurso de la serie.
ManehattanUna gran ciudad parecida a Manhattan, donde vive Babs Seed.
White Tail WoodsSitio donde toma lugar la Carrera de las Hojas.
Froggy Bottom BoggUn pantano superpoblado que figura en algunos episodios.
AppleloosaUn pueblo cuya actividad económica principal es el cultivo de manzanas.
Western EquestriaRegión de Equestria, de donde Pinkie Pie es originaria.
RockvilleCiudad natal de Pinkie Pie, dentro de la región de Western Equestria.
Ghastly GorgeUna garganta muy peligrosa.
Dodge JunctionUn pueblo casi abandonado, dedicado al cultivo de árboles de cereza.
Dragon LandsRegión en una isla volcánica habitada por dragones.
Winsome FallsCataratas compuestas por numerosas cascadas de color arcoíris.
Tenochtitlan BasinLugar remoto en Equestria delimitado por una selva.
Rainbow FallsCiudad donde se hallan cascadas de color arcoíris, y sede de un evento conocido como Traders Exchange.
FillydelphiaUna gran ciudad donde cohabitan ponis y dragones.
Las PegasusUna ciudad y destino muy popular para vacacionar al estilo de Las Vegas.
Llanuras del SurZonas inexploradas del reino en el que desemboca en un desierto.